# Agustina Andrade
Agustina Pastora Andrade (Gualeguaychú, 9 de agosto de 1858 - Temperley, 10 de febrero de 1891) fue una poetisa argentina, considerada una de las principales escritoras de la generación del 80.

## Biografía
Agustina Andrade nació el 9 de agosto de 1858 en el pueblo de Gualeguaychú, en la provincia de Entre Ríos. Era hija del poeta Olegario Víctor Andrade y de María Eloisa González Quiñones.
Se sintió inclinada desde joven por la poesía y empezó a publicar sus trabajos desde los 16 años. Con su padre y el joven Leandro N. Alem, Agustina Andrade colaboró en el Álbum poético argentino, editado en 1877 por La Ondina del Plata.
Publicó luego en La Tribuna, dirigido por su padre, y fue en ese ambiente donde se formó su estilo poético, influenciado claramente por Víctor Hugo y Gustavo Adolfo Bécquer.
En 1878 reunió sus versos en un volumen titulado Lágrimas y en 1879 publicó Flor de un día.
El poema que da nombre a su primera obra comienza con los versos:

¿Quieres saber por qué ya de mi lira
no brota alegre canto,
por qué ya no sonrío y mis pupilas
se enturbian cada rato?

Sus poesías, que fueron alabadas por Benigno Tejeiro Martínez y Martín Coronado, «muestran el amor idealizado del romanticismo»
Agustina Andrade conoció al militar porteño Ramón Lista (1856-1897), quien venía de explorar el sur. Sus historias acerca de las matanzas de indios selknam (que él llamaba «onas») la enamoraron. En 1879 se casaron en Buenos Aires. Ramón Lista partió al Territorio Nacional de Santa Cruz ―donde se convertiría en el segundo gobernador― mientras que Agustina Andrade se quedó en la quinta de Lista en Temperley (a veinte kilómetros de la ciudad de Buenos Aires). En sus esporádicas visitas, Lista y Andrade engendraron dos hijas.

## Muerte
En 1890, Agustina Andrade se enteró de que su marido mantenía una familia paralela en la Patagonia con una indígena tehuelche llamada Koila, con la cual había tenido una hija, Ramona Cecilia Lista (a la que le había dado su apellido). Agustina Andrade se encerró durante meses en su casa en el campo, hasta que dejó a sus dos hijas al cuidado de su madre y se mató con un tiro de revólver el 10 de febrero de 1891. Fue enterrada en el Cementerio de la Recoleta.